# Harada Naojirō
Harada Naojirō (原田 直次郎?   Koishikawa, Edo, 12 de octubre de 1863 - 26 de diciembre de 1899) fue un pintor yōga japonés. Harada fue amigo del novelista Mori Ōgai y sirvió de modelo para el protagonista del cuento de Ōgai, Utakata no Ki (1890).

## Biografía

### Primeros años
Harada nació el 12 de octubre de 1863 en el área de Koishikawa, Edo (antiguo nombre por el cual era conocida la ciudad de Tokio). Era el segundo hijo de Ai y Ichidō Harada. Ichidō trabajó para el gobierno militar en Bansho Shirabesho, donde se estudiaba y traducía libros extranjeros. Su padre quería que su hijo aprendiera francés, y para este fin Naojirō fue inscrito en la Escuela Osaka Kaisei en 1870 y en la Escuela de Idiomas Extranjeros de Tokio en 1873, donde se graduó en 1881. En agosto de ese año, contrajo matrimonio con Sada Ōkubo.

### Carrera
Desde la edad de once años, Harada comenzó a estudiar pintura al estilo occidental bajo la tutela de Yamazaki Nariaki, y desde los 20 lo haría con Takahashi Yūichi, quien en aquel entonces era el pintor de yōga más prominente en Japón. Harada se trasladó a Alemania en 1884, donde auditó clases en la Academia de Bellas Artes de Múnich y en donde fue aprendiz del pintor austriaco Gabriel von Max, un amigo de su hermano Toyokichi. Durante su estadía en Múnich forjó amistad con el pintor alemán Julius Exter y el escritor japonés Mori Ōgai, quien había sido enviado a Alemania por el Ministerio de Guerra de Japón.
En 1886, comenzó a vivir con una mujer llamada Marie que trabajaba en un café en la planta baja del edificio en el que se alojaba. Alrededor de octubre guio al vizconde Hamao Arata, quien estaba en una gira gubernamental de inspección en el extranjero. El 22 de noviembre, dejó a una Marie embarazada y recorrió Suiza, Venecia y Roma, donde se reunió con pintores japoneses y auditó clases en la École des Beaux-Artsde París. Abandonó Francia en mayo del año siguiente.
De vuelta en Tokio, Harada abrió una escuela de pintura bajo el nombre de "Shōbikan". En 1889, fue cofundador de la asociación de artistas Meiji bijutsukai (明治美術会). Harada enfermó en 1893 —probablemente de tuberculosis— pero permaneció activo hasta su muerte en 1899, a la edad de 36 años. Entre sus alumnos se destacan Kobayashi Mango, Itō Yoshihiko, Wada Eisaku, Miyake Kokki y Ōshita Tōjirō, entre otros. El estilo de Harada fue influenciado por el estilo académico alemán de la pintura a finales del siglo XIX, pero también fue influenciado por la era romántica.

## Galería

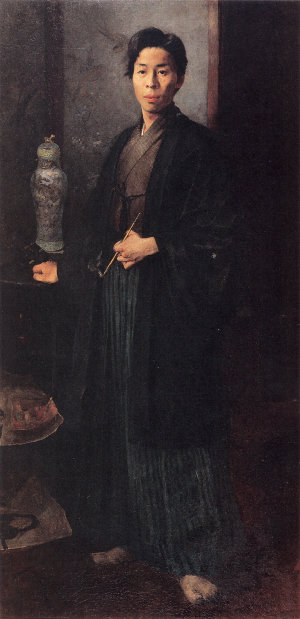
Retrato de Harada por Julius Exter, c. 1884–85.
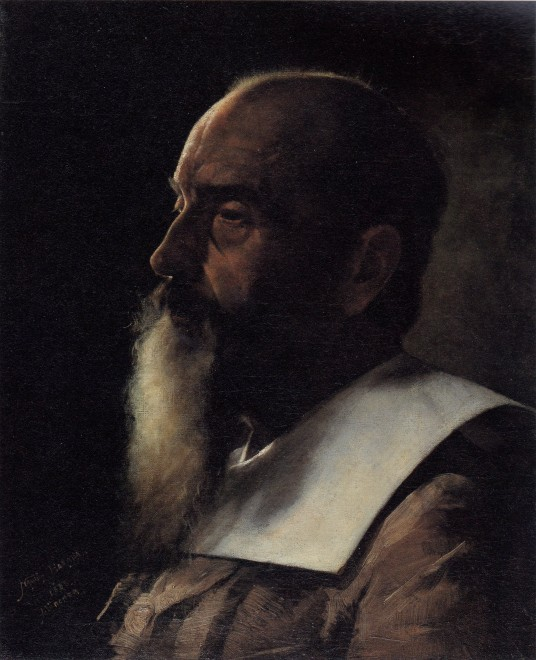
Padre, 1885.
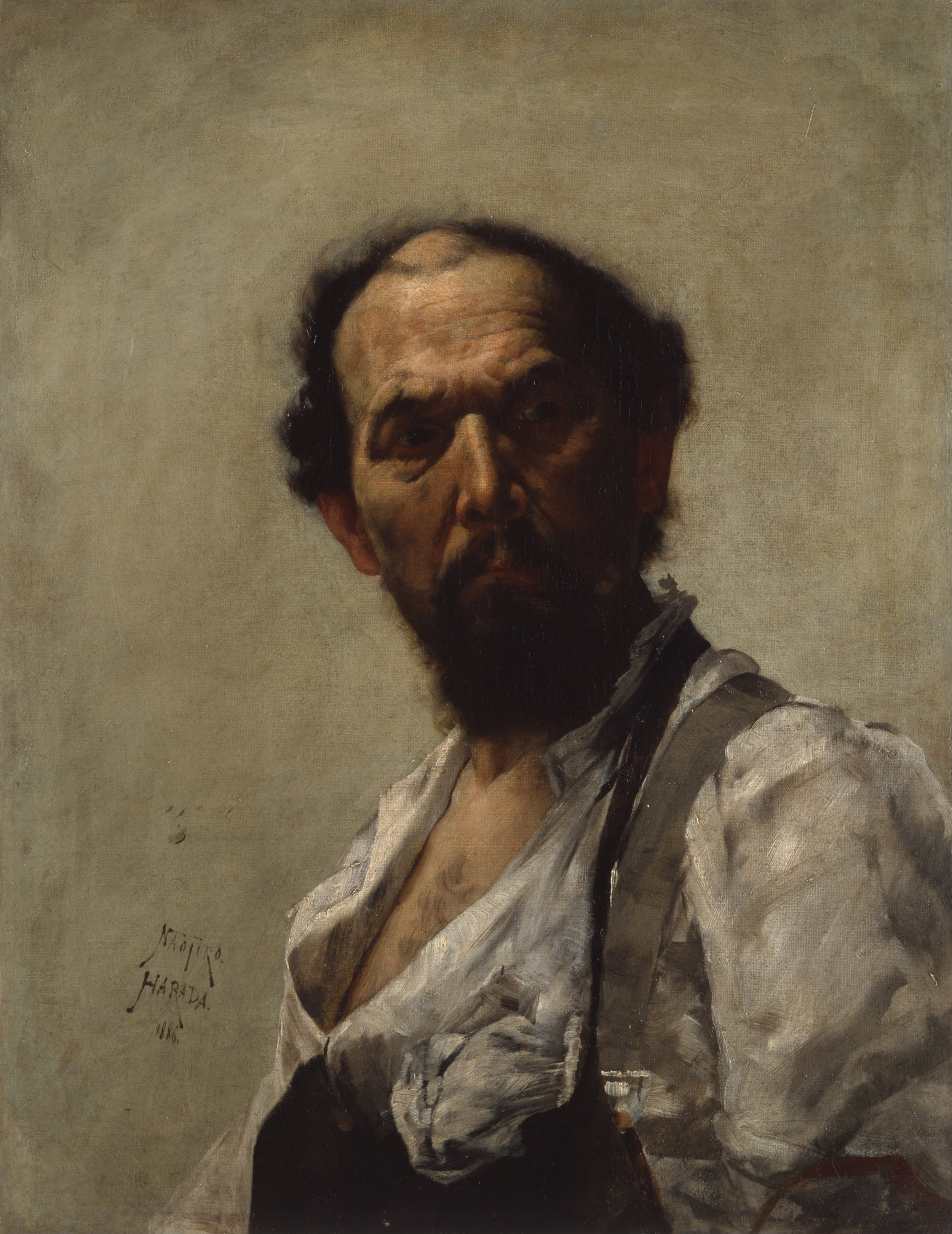
El zapatero, 1886.
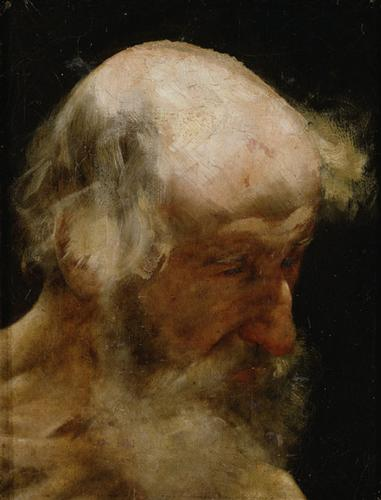
El anciano, c. 1886.
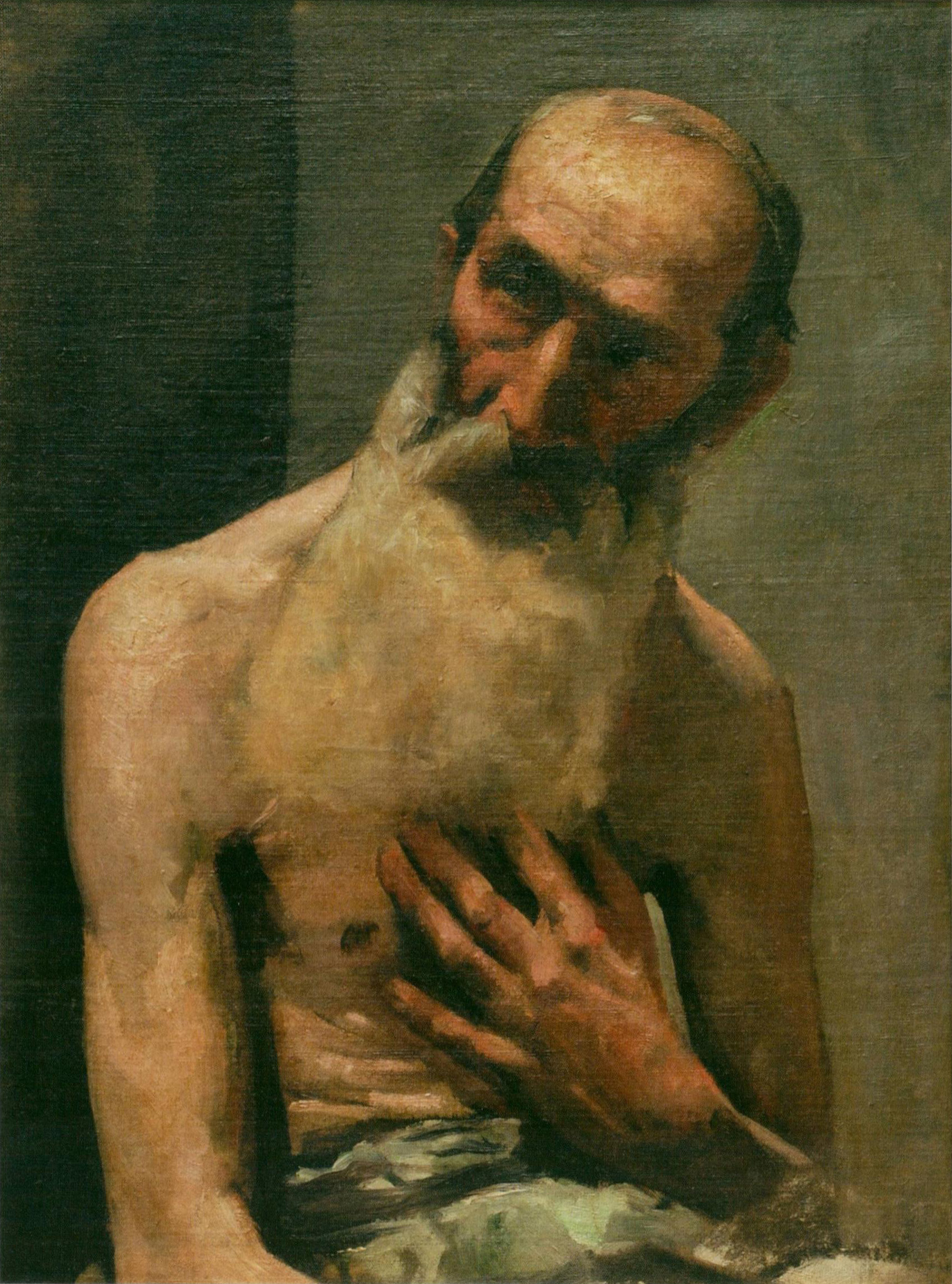
El anciano, c. 1886.
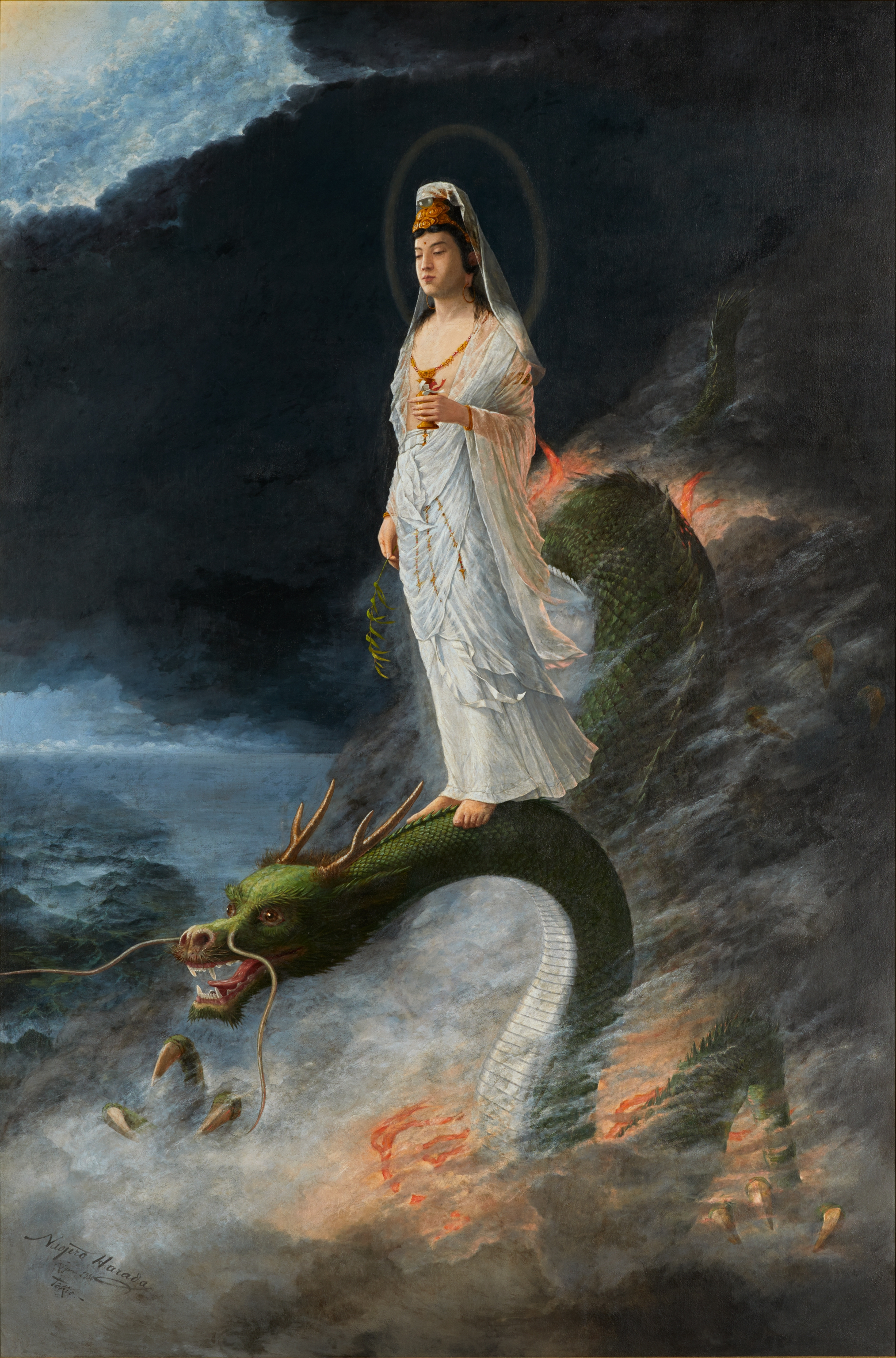
Kannon montando un dragón, 1890.
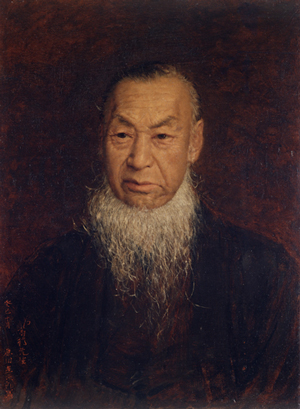
Retrato de Takahashi Yūichi, 1893.
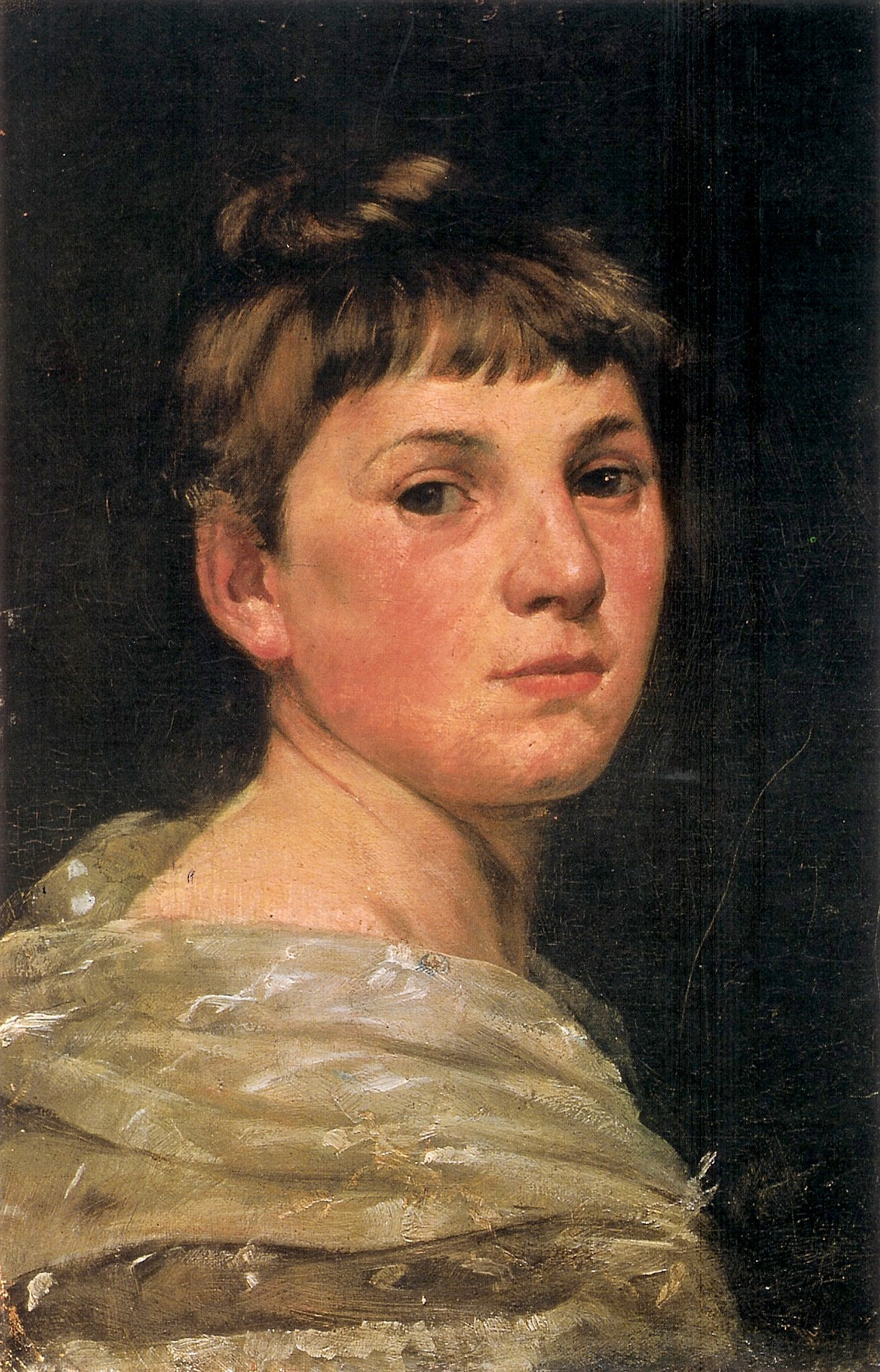
Joven, fecha desconocida.